# Джої Крамер
Джозеф (Джої) Майкл Крамер (англ. Joseph Michael Kramer; 21 червня 1950, Бронкс, США) — американський барабанщик, відомий участю в гурті Aerosmith.

## Біографія
Джої Крамер був старшим сином у сім'ї звичайного продавця, у нього є ще три молодші сестри. Захоплюватися грою на барабанах музикант почав у 14 років і, за його власним зізнанням, вибір музичного інструменту було зроблено на знак протесту через велику шумливість. У результаті батьки заборонили йому репетирувати вдома і Джої став грати лише на репетиційних базах.
У 15-річному віці почав участь у своїй першій групі - The Medallions, а через три роки, змінивши десять груп, приєднався до Aerosmith.
Саме Джої запропонував назву "Aerosmith". Також він навчав Роба Бурдона із Linkin Park.

## Устаткування
У Джої тарілки та палички Zildjian, барабани Ludwig та пластики Remo.
Барабани
14 X 24 Бас барабан
9 X 13 Том
16 X 16 Підлоговий том
16 X 18 Підлоговий том
6.5 X 14 Малий підписний барабан Joey Kramer Signature
Тарілки
14 A New Beat Хай-хет
20 A Custom Projection Креш
19 A Custom Projection Креш
21 Z Custom Mega Bell Райд
20 A Medium Thin Креш
15 A New Beat Хай-хет
20 A Custom Projection Креш
19 K Custom Hybrid Чайна
Палички
Joey Kramer Artist Series (Довжина: 16 1/4" | Діаметр: 0.550")
Пластики
Remo.